# 書帶木
書帶木（学名：Clusia rosea）是藤黄科书带木属的一種。原产于热带美洲。

## 特徵
常綠小喬木，成株的高度平均有2至4（6.6至13.1英尺）。葉倒卵形深綠色葉片，厚革質。花冠白色，長直徑10至12（3.9至4.7英寸），寬直徑6至8（2.4至3.1英寸），四片花瓣，蒴果長橢圓形，長直徑4至6（1.6至2.4英寸），寬直徑3.5至5.5（1.4至2.2英寸），果的底部有十字形花萼，乾後會裂成 6～8 瓣。

## 外部連結
- 書帶木 （页面存档备份，存于）
- 書帶木 （页面存档备份，存于）